# 柳橋町 (栃木市)
柳橋町（やなぎばしちょう）は、栃木県栃木市の地名。郵便番号は328-0051。
　

## 地理
栃木地区北西部に位置し、東は入舟町・祝町、西は薗部町、北は箱森町と接している。

## 世帯数と人口
2017年（平成29年）8月31日現在の世帯数と人口は以下の通りである。
| 町丁   | 世帯数  | 人口    |
| ------ | ------- | ------- |
| 柳橋町 | 710世帯 | 1,652人 |

## 施設
寺院
- 日限冨士浅間神社

## 交通

### 道路
主要地方道
- 栃木県道75号栃木佐野線（皆川街道）

## 小・中学校の学区
市立小・中学校に通う場合、学区は以下の通りとなる。
| 番地 | 小学校                 | 中学校               |
| ---- | ---------------------- | -------------------- |
| 全域 | 栃木市立栃木中央小学校 | 栃木市立栃木西中学校 |